# 早川研吉
早川 研吉（はやかわ けんきち、1930年9月3日 - 没年不明）は、日本の俳優。本名は前畑 清。東京都出身 。

## 略歴
劇団民衆座から1953年に劇団現代劇場に移籍。1958年に新協劇団入団し、1959年4月に劇団統合により東京芸術座の所属となり、1975年まで在籍。
主に映画や特撮もののドラマ等、1960年代から活動。主に悪役を演じて名脇役の評価もあったが1992年頃に体調を崩したことを理由に所属事務所を退所したために出演作品は1993年放送の暴れん坊将軍Vが最後である。その後体調が回復し、2000年時点では東京23区内の小中学校の演技指導などのボランティア活動を行っていた。

## 出演

### テレビドラマ
- 事件記者
- 鉄腕アトム 第5・6話（1959年）　- ZZZ団部下
- 隠密剣士（1962年）
  - 第12話「帰って来た無法者」 - イタチの忠助
  - 第27～31話 - 大原三之助
  - 第76話「忍者眠の黒丸」 - 眠の黒丸
  - 第99話「忍び名は影陽」 - 影陽左門馬
- 特別機動捜査隊（NET）
  - 第68話「業火」（1963年）
  - 第197話「歪んだ花」（1965年） - 松下
  - 第386話「涙の子守唄」（1969年）
  - 第681話「襲われた夜」（1974年） - 吉川
  - 第742話「競馬人生」（1976年） - 新堀
  - 第794話「ある受験生の詩」（1977年） - 松山刑事
- 忍者部隊月光 第15・16話（1964年） - ピラニア
- 新選組血風録（1965年） - 山南敬助
- 河童の三平 妖怪大作戦 第15話「妖怪猫道人」（1968年） - 猫道人
- 妖術武芸帳 第8話「怪異鬼火鞭」（1969年） - 鬼火道士
- ゼロファイター 第1話 - 第14話（1969年） - 立花上飛曹
- 鬼平犯科帳 第1シリーズ 第13話「埋蔵金千両」（1969年、NET / 東宝） ‐ 萩原市之進
- 遠山の金さん捕物帳
  - 第118話「密偵(いぬ)をやめた女」（1972年） - 辰蔵
  - 第149話「替玉に惚れた女」（1973年）
- ご存知遠山の金さん 第31話「泣くな伝助」（1973年）
- 恐怖劇場アンバランス 第1話「木乃伊の恋」（1973年） - 百姓男
- 伝七捕物帳（NTV）
  - 第4話「花のお江戸のうらみ節」（1973年） - 磯さる
  - 第66話「江戸の花、めおと仇討」（1975年） - 与平
  - 第80話「むすぶ情の夫婦そば」（1975年） - 宇之助
  - 第134話「お江戸に咲いた花嫁御寮」（1977年） - 金助
  - 第148話「実る情けの職人気質」（1977年） - 熊蔵
- 大江戸捜査網（12ch / 三船プロ）
  - 第178話「殺し屋への挑戦状」（1975年） - 五郎蔵
  - 第203話「無残!! 父と娘の詩」（1975年） - 茂兵衛
  - 第261話「悲しき泥棒稼業」（1976年） - 女衒
  - 第300話「女義賊 復讐に燃える!」（1977年） - 聖天一家代貸
  - 第316話「恋なさけ捨身の木遣唄」（1977年） - 岩吉
  - 第352話「怪談涙の燈籠流し」（1978年） - 辰三
  - 第377話「罪なき必死の逃亡者」（1979年） - 出雲屋番頭・仙吉
  - 第467話「二人の夫をもつ花嫁」（1980年） - 宗八
  - 第558話「女が燃えた! 非情の用心棒」（1982年） - 弁天松五郎
- 遠山の金さん (テレビ朝日)
  - 第1シリーズ 第9話「逃がし屋を追え!!」（1975年）
  - 第2シリーズ 第21話「女掏摸母子草」（1979年）- 三吉
- 銭形平次
  - 第528話「怪盗ざんげ」（1976年） - 仙吉
- 水戸黄門（TBS / C.A.L）
- - 第7部 第7話「帰ってきた南部駒 ‐八戸‐」（1976年） - 馬喰
  - 第15部 第3話「偽黄門になった黄門様 -伊予-」（1985年） - 喜八
  - 第20部 第5話「鰻が祟った幽霊旅籠 -浜松-」（1990年） - 多吉
- 桃太郎侍 （NTV / 東映）
  - 第69話「おれはお江戸のダメ同心!」（1976-81年） - 島造
- 西遊記 第12話「御三家妖怪追放作戦」（1978年） - 智敬
- 江戸を斬る シリーズ
  - 江戸を斬るIV 第12話「堅太郎が消えた!?」（1979年） - 紋次
  - 江戸を斬るV  第7話「御用金奪還!暁の追跡」（1980年） - 熊三
  - 江戸を斬るVI  第27話「脅迫された町奉行」（1981年） - 友七
- メガロマン 第19話「半魚星人! うろこの秘密」（1979年） - インベーダー
- 西遊記II 第12話「術競べ 消えた悟空」（1979年） - 楊興長官
- 西部警察 PART-II 第12話「10年目の疑惑」（1982年） - 西巻
- 西部警察 PART-III
  - 第14話「マシンZ・白昼の対決」（1983年） - 修理工場の男
  - 第36話「対決! マグナム44」（1984年） - 銀竜会組長
  - 第56話「帰って来た逃亡者」（1984年） - 銃器密売人
- 暴れん坊将軍のシリーズ
  - 吉宗評判記 暴れん坊将軍
    - 第37話「女の一途に目を醒せ!」（1978年） - 千束屋
    - 第67話「大岡越前守を自決す!」（1979年） - 佐野屋六兵衛
    - 第82話「天女のようなガキ大將」（1979年） - 鮫津の栄五郎
    - 第109話「天下晴れてのつまみ喰い」（1980年） - 備前屋
    - 第169話「天晴れ! 腹ペこ一番槍」（1981年） - 佐倉屋万造

  - 暴れん坊将軍II
    - 第19話「妻は長良のひと柱」（1983年） - 川北屋万蔵
    - 第41話「嵐を呼んだ身代わり観音」（1983年）- 堺屋政五郎
    - 第56話「たらちぬの恋の歌留多の乱れ舞い」（1984年）- 吉野屋孫兵衛
    - 第79話「花の江戸城つまみ食い天国!」（1984年）- 大国屋重兵衛
    - 第103話「質に入っため組の喧嘩!」（1984年）- 般若の岩五郎
    - 第122話「花のお江戸で嫁とるだ!」（1986年）- 文次
    - 第146話「ちゃんを返して、将軍様!」（1986年）- 弥三
    - 第167話「稲妻に裂かれた二人旅!」（1986年）- 備前屋仁兵衛

  - 暴れん坊将軍III
    - 第25話「悲恋花は二度散る」（1988年） - 上総屋弥兵衛 (鬼火の源蔵)
    - 第68話「『力』の女の目安箱」（1989年） - 浜屋幸兵衛
    - 第81話「八百八町を狙う公家剣法」（1989年） - 美濃屋仁兵衛
    - 第101話「新之助を愛した女」（1990年） - 島木屋利兵衛
    - 第120話「地獄への道連れ! 美女と将軍」（1990年） - 丸屋喜平

  - 暴れん坊将軍IV
    - 第21話「一大事! 花嫁は鬼っ子姫」（1991年） - 多賀屋幸吉

  - 暴れん坊将軍V
    - 第24話「悪をあばいた潮騒の娘」（1993年） - 大潮屋市右衛門
    - 第30話「嵐を呼ぶ三兄弟!」（1993年） - 天竺屋仁兵衛
- 長七郎天下ご免! 第61話「恋女房江戸っ子花火」（1981年） - 大和屋惣兵衛
- 長七郎江戸日記
  - 第1シリーズ 第51話「黄金の夢」（1985年） - 近江屋宗兵衛
  - 第3シリーズ 第18話「名のれぬ女」（1991年） - 掛蔵
- 三匹が斬る!
  - 第14話「まぼろしの、母を訪ねて地獄旅」（1988年） - 喜平次の子分
- 将軍家光忍び旅（テレビ朝日）
  - 第18話「茶碗一つで天領を狙う悪商人!」（1990年） - 極楽の栄五郎
- 大岡越前（TBS / C.A.L）
  - 第11部 第5話「娘目明し一番手柄」（1990年5月21日） - 百蔵
- 名奉行 遠山の金さん
  - 第3シリーズ 第18話「奉行に悪女の罠!」（1991年） - 杉原角左衛門